# Boletoscapter furcatus
Boletoscapter furcatus là một loài bọ cánh cứng trong họ Bọ hung (Scarabaeidae).